# Torneio de Paris de 1976

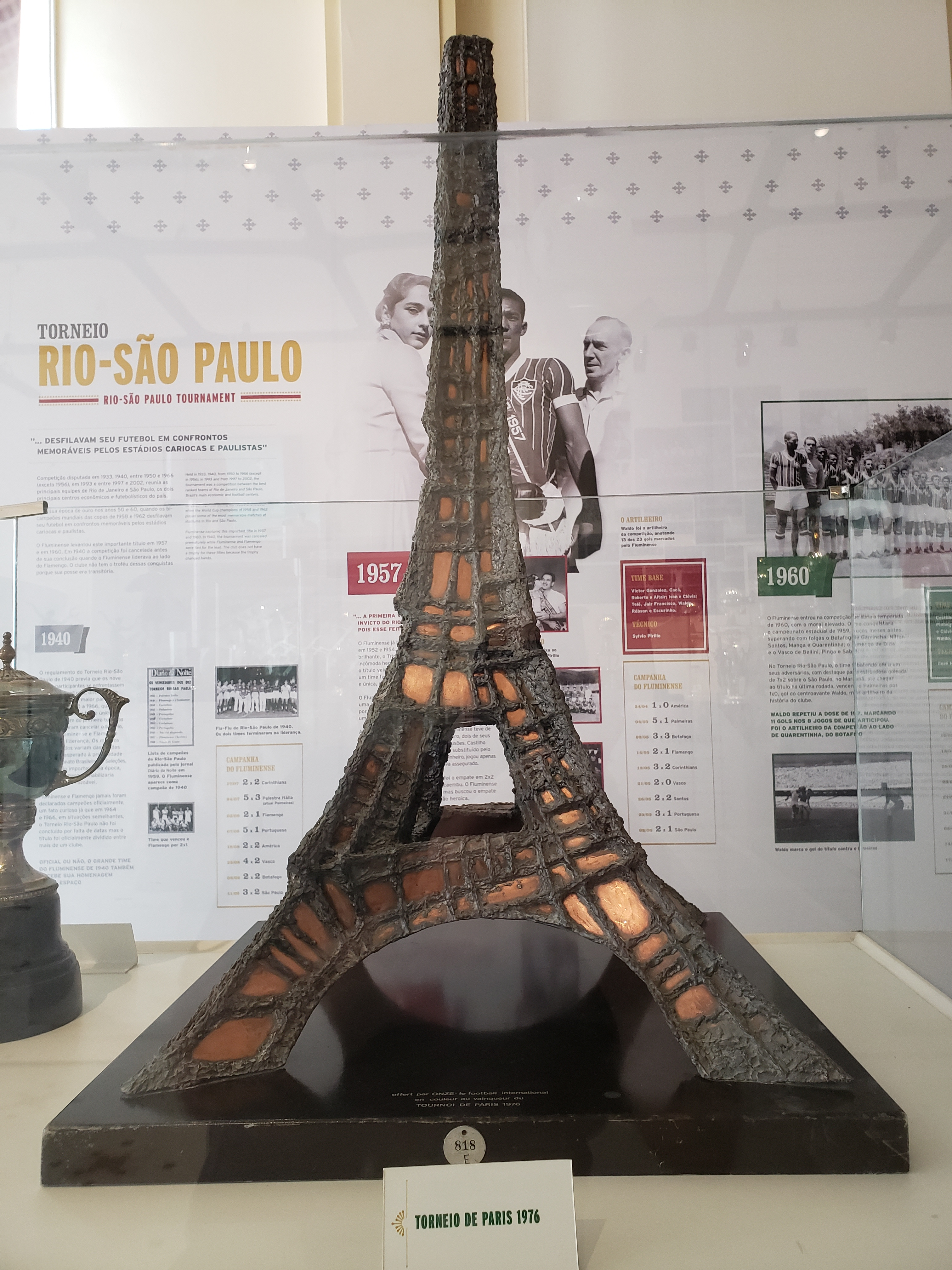
Torneio de Paris 1976.

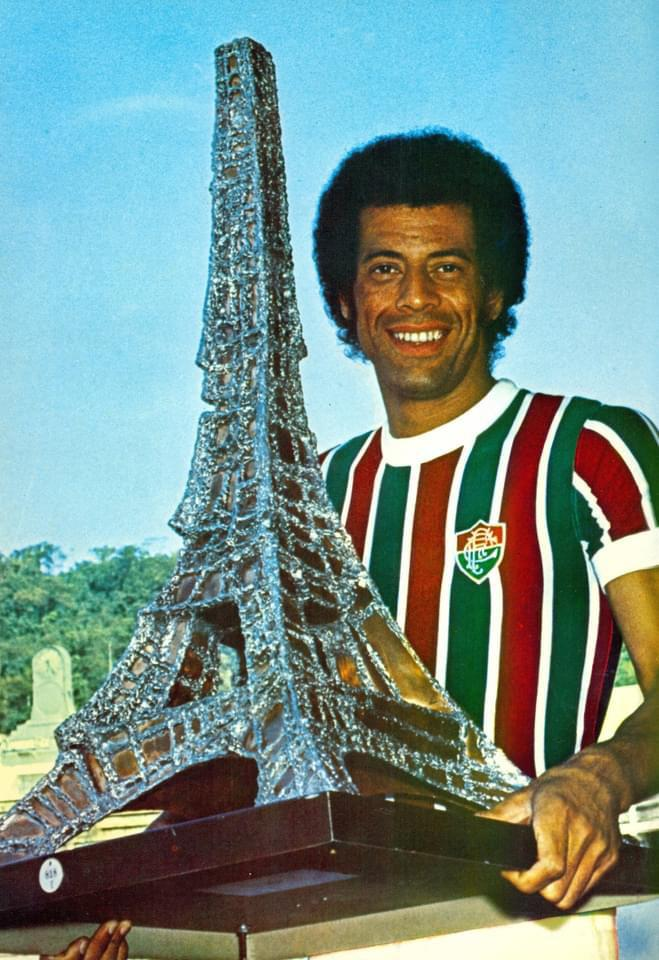
Carlos Alberto Torres com o tão desejada

O Torneio de Paris de Futebol de 1976 foi disputado no mês de junho de 1976, na cidade de Paris, capital da França, por quatro times, dois europeus, o Paris Saint Germain, clube da própria capital, e a Seleção Europeia da Temporada 1975/76, conforme eleita pelos jornalistas da revista France Football, além da Seleção Olímpica Brasileira e do  clube brasileiro Fluminense, que terminaria campeão de forma invicta, com um time que ficaria conhecido como Máquina Tricolor, por ser composto por vários jogadores com passagens por seleções nacionais, como Roberto Rivellino, Carlos Alberto Torres, Narciso Doval, Dirceu e Paulo César Caju, entre outros.

## Participantes
- Fluminense
- Paris Saint-Germain
- Seleção Olímpica Brasileira
- Seleção Europeia

## Partidas
Todas as partidas disputadas no Estádio Parc des Princes.
Semifinais
- Paris Saint-Germain 0–2 Fluminense (22 de junho) - público: 35.000
- Seleção Europeia 3–2 Seleção Brasileira Olímpica (23 de junho)

Disputa pelo terceiro lugar
- Paris Saint-Germain 1–2 Seleção Brasileira Olímpica (24 de junho)

Final
- Seleção Europeia 1–3 Fluminense (24 de junho) - público: 50.000

| Torneio Internacional de Paris de 1976 |
| -------------------------------------- |
| Fluminense Campeão Invicto (1º título) |

## Música
No álbum A Banda do Zé Pretinho, de 1978, do cantor brasileiro Jorge Ben Jor, a canção "Troca Troca" faz referência a esta conquista do Fluminense.